# داني بلير
داني بلير (بالإنجليزية: Danny Blair)‏ (2 فبراير 1905 بغلاسكو في المملكة المتحدة - 7 مارس 1985 بجزيرة ستاتن في الولايات المتحدة) هو لاعب كرة قدم بريطاني (وحمل سابقاً جنسية المملكة المتحدة لبريطانيا العظمى وأيرلندا) في مركز الوسط. شارك مع منتخب اسكتلندا لكرة القدم. أما مع النوادي، فقد لعب مع أستون فيلا وبروفيدينس ونادي بلاكبول ونادي كلايد وPark Grange F.C. ‏ ورابطة كرة القدم الاسكتلندية الحادية عشر ‏.

## وصلات خارجية
- داني بلير على موقع الاتحاد الإسكتلندي (الإنجليزية)
- داني بلير على موقع قاعدة بيانات كرة القدم.إي يو (الإنجليزية)
- داني بلير على موقع ناشيونال فوتبول تيمز (الإنجليزية)